# 특수교육
특수교육은 특수교육대상자의 교육적 요구를 충족시키기 위하여 특성에 적합한 교육과정 및 제2호에 따른 특수교육 관련서비스 제공을 통하여 이루어지는 교육을 말한다. 특수교육의 대상자는 개인적 차이, 장애, 기타 특수한 도움이 필요한 개인을 포함한다.

## 특수 교육의 특성
첫번째, 특수교육대상자의 교육적 요구를 충족시키기 위한 교육이다. 예를 들어 시각장애를 지닌 특수교육대상 학생의 경우 시각을 통해 학습하는데에 어려움이 있으므로 시각 이외의 잔존감각을 최대한 활용하여 학습할 필요가 있다는 교육적 요구를 갖는다. 따라서 특수교육의 출발은 이러한 교육적 요구를 고려하는 것이 출발이 된다.  
두번째, 특성에 적합한 교육과정을 제공함으로써 이루어지는 교육이다. 특수교육대상 학생들의 경우 비장애학생과 같은 교육과정으로 공부를 할 수 있지만 장애의 유형이나 정도에 따라서 비장애학생이 사용하는 교육과정을 사용하기 어려울 수 있다. 특수교육은 이러한 학생들을 위한 별도의 교육과정(기본교육과정이라고 함)을 개발하여 적용하게 된다. 
세번째, 특수교육관련 서비스 제공을 통하여 이루어지는 교육이다. 특수교육대상 학생이 장애로 인해 갖게 될 수 있는 의사소통의 제한, 부적응행동, 이동문제 등은 학생들의 학습을 방해할 수 있다. 따라서 특수교육대상학생들의 학습을 최대한 이끌이 위해서는 이러한 어려움들을 중재하거나 필요한 도움을 제공해야 할 필요가 있다. 이처럼 특수교육대상자의 교육을 효율적으로 실시하기 위하여 필요한 인적ㆍ물적 자원을 제공하는 서비스를 특수교육관련서비스라고 하며, 상담지원, 가족지원, 치료지원, 보조인력지원, 보조공학기기지원, 학습보조기기지원, 통학지원, 정보접근지원 등이 포함된다. 

## 통합교육과 개별화교육
특수교육에서 핵심이 되는 것은 통합교육과 개별화교육이다. 통합교육은 특수아동의 장애 유형, 발달 수준, 교사와 아동 비율, 일반아동의 준비도, 교사의 훈련 정도 등이 고려되어야 하며, 장소의 통합뿐 만 아니라 사회적 통합, 교육과정에서의 통합이 이루어져야 진정한 통합교육이라고 할 수 있다. 이를 위해서는 특수아동을 받아들이는 일반아동과 일반아동의 부모, 교사, 지역사회의 태도가 중요하다. 그리고 특수아동은 개인에 따라 필요로 하는 교육이 매우 다르기 때문에 개별화교육계획을 통해 각 아동의 장애 특성에 알맞은 적합한 교육목표, 교수방법, 서비스 등을 제공해주어야 한다.

## 한국의 특수교육
한국에서 특수교육의 역사를 살펴보면, 고전적 특수교육기, 근대 특수교육 이식기, 특수학교 설립기, 특수교육 진흥기로 크게 네 가지 시기로 나눌 수 있다. 먼저 고전적 특수교육기에는 한국 최초의 형식적 특수교육기관인 서운관이 설립된 시기이다. 1445년 서운관에서 맹교육을 시작함으로써 한국 특수교육이 시작되었다. 근대 특수교육 이식기에는, 유길준의 ‘서유견문’을 통해 서구의 장애인 교육에 대해 알려지게 되었고 장애인에게도 교육이 필요하다는 인식을 갖게 되었다. 외국의 선교사들의 선교활동 중에 한국 근대 특수교육이 발전하였는데, 맹교육에 한정되어 있던 특수교육에서 체계적인 농교육까지 확대되는 계기가 되었다. 이시기 R.S.Hall(1865~1951)여사는 여성 선교사로써 한국 최초 시각장애인 교육을 실시했으며, 송암 박두성 선생(1888~1963)은 한글점자인 훈맹정음을 1926년 창제하였다. 특수학교 설립기는 해방 이후에 국립맹아학교, 대구 광명학교 등 특수학교가 설립되었던 시기이다. 하지만 장애아동의 교육 유예를 허락하는 법조항으로 특수교육이 제자리걸음을 하기도 하였다. 후에 특수교육 5개년계획을 수립하여 맹학교 교육과정, 농학교 교육과정, 정신지체 교육과정, 지체부자유 교육과정이 체계화되었다. 1962년에는 한국특수교육총연합회가 설립되었다. 특수교육 진흥기에는 1977년 특수교육진흥법에 의해 한국의 특수교육이 진흥하는 계기가 되었다. 이 법으로 인해 특수교사 양성기관이 증가하고 국립특수교육원이 설립되었으며 특수교육 정책 전담 부서도 설립되었다. 특수진흥법을 부족한 점을 보안한 ‘장애인 등에 대한 특수교육법’이 2007년 제정되어 특수아동에게 통합된 교육환경을 제공하고 개개인의 특성을 고려한 교육을 실시하는 데 힘쓰고 있다.

## 미국의 특수교육
1975년에 미국에서 장애를 가진 아동과 특수교육 요구아동에게 적절한 무료 공교육을 하기 위해 전장애아교육법을 제정하였고 현재 장애인교육법(IDEA)이라 불린다.전장애아교육법은 모든 장애아동들이 그들의 독특한 요구에 맞게 고안된 특수교육 관련 서비스를 무료 공교육으로 이용할 수 있으며, 장애아동과 부모 또는 보호자의 권리를 보호하고 정부는 이를 지원하며 교육의
효율성을 확인하고 평가하도록 하기 위해 제정되었다. 이러한 목적에 따라 전장애아교육법은 장애아동 교육에 관한 여섯 가지 원리를 제시하는데 이는 완전수용(zero reject), 비차별적 평가(nondiscriminatory evaluation), 개별화교육 프로그램(IEP)과 무상의 적절한 공교육(free, appropriate public education: FAPE), 최소제한환경(least restrictive environment), 적법절차(due process), 부모 참여(parental participation)이다. 1990년에 IDEA로 명칭이 바뀌면서는 전환교육계획, 장애아동의 문제행동에 대한 기능평가와 긍정적 행동지원의 내용이 추가되었다.

## 같이 보기
- 통합교육